# Juan Sardá Dexeus
Juan Sardá Dexeus (Barcelona, 14 de junio de 1910 - 23 de diciembre de 1995) fue un economista español.

## Biografía
Estudió en la Universidad de Barcelona y más tarde amplió sus estudios en Londres y Múnich. Fue profesor en la universidad de la capital catalana (1934-1939) así como en la Universidad de Santiago de Compostela (1948), la Universidad de Caracas (1951) y la Universidad Complutense de Madrid (1960). Fue también asesor del Banco Central de Venezuela. Impulsó la creación de la facultad de economía de la Universidad Autónoma de Barcelona.
En 1929 inició sus colaboraciones sobre economía en el diario L'Opinió para entrar a formar parte después de la redacción de la revista Economia i Finances. Durante la guerra civil española fue uno de los expertos colaboradores de la Comisaría de Banca, Bolsa y Ahorro de la Generalidad de Cataluña. Fue vicesecretario de la federación de Bancos del nordeste de España y colaboró con la publicación España Bancaria. 
Está considerado como el principal inspirador del Plan Nacional de Estabilización Económica, promovido en 1959 por el gobierno de Francisco Franco. En 1960 fue el director de las delegaciones que tenían en España, el Banco Mundial y el Fondo Monetario Internacional. Fue el iniciador de la publicación del Boletín Estadístico Mensual del Banco de España. Desde su posición de consejero en el Banco de España, cargo que ocupó entre 1980 y 1984, tuvo una fuerte influencia en los economistas españoles de mediados del siglo XX. Miembro de la Academia de Ciencias Morales y Políticas, en 1968 fue nombrado miembro numerario del Instituto de Estudios Catalanes. En 1979 el Col·legi d'Economistes de Catalunya lo distinguió como colegiado de honor.

## Galardones
- 1979, Colegiado de Honor del Col·legi d'Economistes de Catalunya
- 1982, Premio Creu de Sant Jordi
- 1988, Medalla de Oro de la Generalidad de Cataluña
- 1993, Medalla al Mérito Científico del Ayuntamiento de Barcelona
- 1994, Premio Rey Jaime I a la economía

## Obras seleccionadas
- 1933: Los problemas de la banca catalana
- 1948: La política monetaria y las fluctuaciones de la economía española en el siglo XIX
- 1953: Uniones Aduaneras y Uniones Económicas
- 1969: La crisis monetaria internacional